# Folder+Folder 5 SINGLE COLLECTION and more
『Folder+Folder 5 SINGLE COLLECTION and more』（フォルダ・プラス・フォルダファイヴ シングル・コレクション・アンド・モア）は、FolderおよびFolder5のベスト・アルバム（シングル・コレクション）。2003年6月25日に発売された。発売元はavex tune。規格品番AVCT-10131。CD BOX『Folder+Folder 5 COMPLETE BOX』と同時発売。

## 解説
Folder、Folder5全シングルの表題曲に加え、Folder5の新曲「あの空のむこう」を収録している。
表記はないが、「Glory Glory」は2ndアルバム『7 SOUL』収録の「Glory Glory (7 SOUL Version)」。そのため「Glory Glory」のシングル・バージョンはアルバム未収録である。
FolderのメインボーカルのDAICHIがFolder時代に「三浦大地」名義で発売したソロシングル「Big heart 〜ミクロマンのテーマ〜」は収録されていない。

## 収録曲
- #1〜6：Folder
- #7：Folder featuring Daichi
- #8〜16：Folder5

1. パラシューター
2. NOW AND FOREVER
3. FIRE! FIRE!
4. ジャカジャカジャンケンポン
5. Glory Glory
6. I WANT YOU BACK
7. Everlasting Love
8. SUPERGIRL
9. AMAZING LOVE
10. Believe
11. STAY…
12. Final Fun-Boy
13. GO AHEAD!!
14. Magical Eyes
15. MY MIRACLE
16. あの空のむこう（※新曲）
  - 作詞：田中菜穂　作曲：H-WONDER